# Âm nhạc của Final Fantasy IV
Âm nhạc của trò chơi điện tử Final Fantasy IV do nhà soạn nhạc Uematsu Nobuo sáng tác. Final Fantasy IV Original Sound Version, bản tổng hợp của gần như tất cả âm nhạc trong trò chơi, được phát hành bởi Square Co./NTT Publishing, và sau này được NTT Publishing phát hành lại. Nó được Tokyopop phát hành ở Bắc Mỹ dưới tên gọi Final Fantasy IV Official Soundtrack: Music from Final Fantasy Chronicles, với một bản nhạc bổ sung. Kể từ đó nó đã được phát hành lại nhiều lần với những thay đổi nhỏ như một phần của Final Fantasy Finest Box và Final Fantasy IV DS OST. Một album chuyển soạn mang tên Final Fantasy IV Celtic Moon, bao gồm tuyển tập các bản nhạc từ trò chơi được biểu diễn theo phong cách nhạc Celtic của Máire Breatnach, được phát hành bởi Square và sau này được NTT Publishing phát hành lại. Ngoài ra, một tuyển tập các bản chuyển soạn piano do Uematsu Nobuo sáng tác và Mori Toshiyuki trình diễn có tựa đề Piano Collections Final Fantasy IV đã được NTT Publishing phát hành.
Âm nhạc nhìn chung đã được đón nhận; các nhà phê bình đã khen ngợi chất lượng của sáng tác âm nhạc gốc mặc cho những hạn chế về phương tiện, và phản hồi tích cực với những soundtrack chuyển soạn. Một số bản nhạc, đặc biệt là "Theme of Love", vẫn còn phổ biến cho đến ngày nay, và đã được biểu diễn nhiều lần trong hàng loạt buổi hòa nhạc giao hưởng, cũng như được xuất bản trong các album tổng hợp và chuyển soạn bởi Square cũng như các nhóm nhạc ngoài công ty.

## Ý tưởng và sáng tạo
Uematsu đã nhận thấy rằng quá trình sáng tác rất khó khăn, liên quan đến việc thử nghiệm và sai sót và yêu cầu bộ phận âm thanh phải dành nhiều đêm ngủ trong túi tại trụ sở Square Co. Ông khiển trách nhiều vấn đề vì trên thực tế đây là soundtrack đầu tiên của ông sử dụng phần cứng Super Famicom mới, trái ngược với các soundtrack trước đây ông sáng tác cho Famicom. Các ghi chép cho album Final Fantasy IV OSV được ký một cách hài hước là được viết lúc 1:30 sáng "tại văn phòng, một cách tự nhiên."  Uematsu đã nói rõ rằng, khi bắt đầu với soundtrack của Final Fantasy IV, ông đã bắt đầu từ bỏ ý tưởng rằng soundtrack chỉ là là một bản nhạc nền giao hưởng. Vào tháng 6 năm 2007, Square Enix đã tổ chức một buổi thử giọng để tìm một giọng ca có thể hát cho một phiên bản của "Theme of Love" trong Final Fantasy IV do Uematsu Nobuo chuyển soạn. Ida Megumi đã được chọn từ khoảng 800 người đăng ký để thực hiện bài hát, được giới thiệu trên bản làm lại trò chơi Nintendo DS của Nhật Bản, cũng như album nhạc phim đi kèm.

## Final Fantasy IV Original Sound Version
Final Fantasy IV Original Sound Version là một album soundtrack bao gồm các bản nhạc của trò chơi, do Uematsu Nobuo sáng tác, chuyển soạn, sản xuất và biểu diễn. Nó kéo dài 44 bản nhạc và có thời lượng 58:25. Nó được phát hành lần đầu tiên vào ngày 14 tháng 6 năm 1991, bởi Square Co./NTT Publishing, và sau đó được tái phát hành vào ngày 26 tháng 11 năm 1994 và ngày 1 tháng 10 năm 2004, bởi NTT Publishing. Bản phát hành ban đầu mang số danh mục N23D-001 và bản phát hành lại mang số danh mục NTCP-5014. Sau khi phát hành Final Fantasy IV cho Sony PlayStation như một phần của Final Fantasy Chronicles, album được Tokyopop phát hành tại Bắc Mỹ vào ngày 21 tháng 8 năm 2001 với tên gọi Final Fantasy IV Official Soundtrack: Music from Final Fantasy Chronicles. Đây là bản phát hành gần giống với Final Fantasy IV: Original Sound Version, một số tên bài hát đã được thay đổi một chút và bài hát thứ 45 đã được thêm vào, "Theme of Love (Arranged)", trước đây chỉ được phát hành dưới dạng phiên bản piano trên bản nhạc thứ hai của Piano Collections Final Fantasy IV. Bản phát hành này có số danh mục là TPCD 0210-2.
Phiên bản GBA một lần nữa được Square Enix phát hành như một phần của Final Fantasy Finest Box vào ngày 28 tháng 3 năm 2007 với số danh mục FFFB-0001 cùng với OST của Final Fantasy V và Final Fantasy VI sau khi trò chơi được chuyển sang Game Boy Advance. Phiên bản này bao gồm một số bản nhạc không có trong album gốc, chẳng hạn như nhạc chủ đề "Chocobo Forest", đoạn nhạc ngắn cho các vũ nữ, đoạn nhạc mở đầu ngắn của "Cry in Sorrow/Sorrow and Loss" và nhiều nhạc hiệu khác.
Sau khi phát hành Final Fantasy IV cho Nintendo DS, một phiên bản mới của Soundtrack được chuyển soạn bởi Nakano Junya và Fukui Kenichiro, đã phát hành tại Nhật Bản vào tháng 1 năm 2008 với tên gọi Final Fantasy IV Original Soundtrack. Hầu hết các bản nhạc giống như trong album gốc, mặc dù chúng được tái sản xuất cho phần cứng âm thanh của DS, với các hiệu ứng hợp âm mới. Một phiên bản mới của "Theme of Love" đã được đưa vào, với lời bài hát do Ida Megumi trình bày. Nó được phát hành dưới dạng một bộ hai đĩa với một DVD kèm theo chứa video chuyển động đầy đủ có trong các bản tái phát hành của Final Fantasy IV và có số danh mục là SQEX-10105-7. Phiên bản này của "Theme of Love" cũng được phát hành dưới dạng đĩa đơn, mang tên Moonlight -Final Fantasy IV Theme of Love-. Đĩa đơn cũng bao gồm phiên bản DS của bài hát, bản nhạc gốc và phiên bản trình diễn karaoke của Ida Megumi. Nó được phát hành cùng với một DVD kèm theo một video âm nhạc cho bài hát vào ngày 5 tháng 12 năm 2007 với số danh mục là BVCR-19727-8 và thời lượng là 16:21.
Final Fantasy IV OSV đã được đón nhận; các nhà phê bình đã khen ngợi chất lượng của sáng tác mặc dù phương tiện còn hạn chế. Soundtrack Central đã so sánh nó với các tác phẩm sau này của Uematsu, đặc biệt là nhạc nền cho Final Fantasy VI, và gọi nó là một "CD tuyệt vời". Tuy nhiên, độ dài của một số bản nhạc cũng như của toàn bộ album đã bị chỉ trích, với một số nhà phê bình cho rằng nó "quá ngắn" và không thích việc một số bản nhạc bị kết thúc quá sớm. Nhiều nhà phê bình nhận thấy phiên bản mở rộng và cải tiến trong Finest Box có thể so sánh được với chất lượng của album gốc, với một số bản nhạc được cải thiện trong bản làm lại của chúng, trở nên "thâm trầm" hoặc "sâu sắc" hơn.
Một phiên bản soundtrack mới, Final Fantasy IV Original Soundtrack Remaster Version, được Square Enix phát hành vào ngày 3 tháng 7 năm 2013. Phiên bản này được mở rộng thành hai đĩa, cho phép các bản nhạc phát lặp lại hai lần thay vì chỉ một, cũng như bổ sung một số đoạn ngắn bị lược bỏ của bản thu âm gốc. Mặc dù có tên gọi như vậy, album có phiên bản Super NES gốc của âm nhạc, chứ không phải là âm thanh tổng hợp hiện đại hơn. Album có số danh mục là SQEX-10373~4, và 57 bài hát có thời lượng 1:32:40. Joshua Bateman của RPGFan tuyên bố rằng mặc dù phiên bản cải tiến không quá cần thiết, vì Square Enix vẫn bán phiên bản gốc trực tuyến, phiên bản mới vẫn là phiên bản cao cấp và là một bước quan trọng trong việc bảo tồn âm nhạc trò chơi điện tử cổ điển.
| \| # \| Japanese title (Romanization) \| English title (literal translation if different) \| Length \| \| --- \| -------------------------------------------------------------------- \| ------------------------------------------------------------------- \| ------ \| \| 1. \| プレリュード (Pureryūdo) \| "The Prelude" \| 1:13 \| \| 2. \| 赤い翼 (Akai tsubasa) \| "The Red Wings" \| 2:06 \| \| 3. \| バロン王国 (Baron Ōkoku) \| "Kingdom of Baron" \| 1:10 \| \| 4. \| 愛のテーマ (Ai no Tēma) \| "Theme of Love" \| 1:49 \| \| 5. \| オープニング (Ōpuningu) \| "Prologue" ("Opening") \| 1:10 \| \| 6. \| 街のテーマ (Machi no Tēma) \| "Welcome to Our Town!" ("Town Theme") \| 0:49 \| \| 7. \| ファイナルファンタジーIV メインテーマ (Fainaru Fantajī Fō Mein Tēma) \| "Main Theme of FINAL FANTASY IV" \| 1:25 \| \| 8. \| バトル1 (Batoru 1) \| "Battle 1" \| 1:00 \| \| 9. \| 勝利のファンファーレ (Shōri no Fanfāre) \| "Fanfare" ("Victory Fanfare") \| 0:25 \| \| 10. \| デブチョコボ登場 (Debu Chokobo Tōjō) \| "Enter Fat Chocobo" \| 0:24 \| \| 11. \| チョコボ (Chokobo) \| "Chocobo Chocobo" ("Chocobo") \| 0:30 \| \| 12. \| ダンジョン (Danjon) \| "Into the Darkness" ("Dungeon") \| 1:21 \| \| 13. \| バトル2 (Batoru 2) \| "Battle 2" \| 1:13 \| \| 14. \| ボムの指輪 (Bomu no Yubiwa) \| "Bomb Ring" \| 0:52 \| \| 15. \| 少女リディア (Shōjo Ridia) \| "Rydia" ("Little Girl Rydia") \| 1:01 \| \| 16. \| ダムシアン城 (Damushian jō) \| "Damcyan Castle" \| 1:03 \| \| 17. \| 哀しみのテーマ (Kanashimi no Tēma) \| "Sorrow and Loss" ("Theme of Sorrow") \| 1:01 \| \| 18. \| ギルバートのリュート (Girubāto no Ryūto) \| "Edward's Harp" ("Gilbart's Lute") \| 0:54 \| \| 19. \| 試練の山 (Shiren no Yama) \| "Mt. Ordeals" \| 1:18 \| \| 20. \| ファブール国 (Fabūru koku) \| "Fabul" ("Fabul Country") \| 1:35 \| \| 21. \| 脱出 (Dasshutsu) \| "Run!" ("Escape") \| 0:24 \| \| 22. \| 疑惑のテーマ (Giwaku no Tēma) \| "Suspicion" ("Theme of Suspicion") \| 0:37 \| \| 23. \| 黒い甲冑ゴルべーザ (Kuroi katchū Gorubēza) \| "Golbez, Clad in Darkness" ("Black-armored Golbeza") \| 1:00 \| \| 24. \| 親方シド (Oyakata Shido) \| "Hey Cid!" ("Master Cid") \| 0:55 \| \| 25. \| ミシディア国 (Mishidia koku) \| "Mystic Mysidia" ("Misidia Country") \| 1:19 \| \| 26. \| 長い道のり (Nagai Michinori) \| "A Long Way to Go" \| 0:45 \| \| 27. \| パロム・ポロムのテーマ (Paromu, Poromu no Tēma) \| "Palom and Porom" ("Palom and Porom's Theme") \| 0:37 \| \| 28. \| ゴルべーザ四天王とのバトル (Gorubēza Shitennō to no Batoru) \| "Battle With the Four Fiends" ("Battle With Golbeza's Four Fiends") \| 1:39 \| \| 29. \| 飛空挺 (Hikūtei) \| "The Airship" \| 0:55 \| \| 30. \| トロイア国 (Toroia koku) \| "Troian Beauty" ("Toroia Country") \| 1:23 \| \| 31. \| サンバ・デ・チョコボ (Sanba de Chokobo) \| "Samba de Chocobo!" \| 0:45 \| \| 32. \| バブイルの塔 (Babuiru no Tō) \| "Tower of Bab-il" ("Tower of Babil") \| 1:31 \| \| 33. \| 一方その頃 (Ippō sono koro) \| "Somewhere in the World..." ("Meanwhile, At This Time...") \| 0:33 \| \| 34. \| ドワーフの大地 (Dowāfu no Daichi) \| "Land of Dwarves" \| 1:04 \| \| 35. \| キング・ジォットの城 (Kingu Jotto no Shiro) \| "Giott, King of the Dwarves" ("King Giott's Castle") \| 0:57 \| \| 36. \| 踊る人形カルコブリーナ (Odoru Ningyō Karukoburīna) \| "Dancing Calbrena" ("Dancing Doll Calcobrena") \| 0:32 \| \| 37. \| ゾットの塔 (Zotto no Tō) \| "Tower of Zot" \| 1:05 \| \| 38. \| 幻獣の街 (Genjū no Machi) \| "The Land of Summons" ("Town of Mythical Beasts") \| 1:14 \| \| 39. \| 魔導船 (Madōsen) \| "Lunar Whale" ("Magic Ship") \| 1:08 \| \| 40. \| もう一つの月 (Mō Hitotsu no Tsuki) \| "Another Moon" \| 1:06 \| \| 41. \| 月の民 (Tsuki no Tami) \| "The Lunarians" ("People of the Moon") \| 1:16 \| \| 42. \| 巨人のダンジョン (Kyojin no Danjon) \| "Within the Giant" ("Giant's Dungeon") \| 1:27 \| \| 43. \| 最後の闘い (Saigo no Tatakai) \| "The Final Battle" \| 1:55 \| \| 44. \| エンディング・テーマ (Endingu Tēma) \| "Epilogue" ("Ending Theme") \| 11:37 \| |                                                                      |                                                                     |        |
| # | Japanese title (Romanization)                                        | English title (literal translation if different)                    | Length |
| 1. | プレリュード (Pureryūdo)                                             | "The Prelude"                                                       | 1:13   |
| 2. | 赤い翼 (Akai tsubasa)                                                | "The Red Wings"                                                     | 2:06   |
| 3. | バロン王国 (Baron Ōkoku)                                             | "Kingdom of Baron"                                                  | 1:10   |
| 4. | 愛のテーマ (Ai no Tēma)                                              | "Theme of Love"                                                     | 1:49   |
| 5. | オープニング (Ōpuningu)                                              | "Prologue" ("Opening")                                              | 1:10   |
| 6. | 街のテーマ (Machi no Tēma)                                           | "Welcome to Our Town!" ("Town Theme")                               | 0:49   |
| 7. | ファイナルファンタジーIV メインテーマ (Fainaru Fantajī Fō Mein Tēma) | "Main Theme of FINAL FANTASY IV"                                    | 1:25   |
| 8. | バトル1 (Batoru 1)                                                   | "Battle 1"                                                          | 1:00   |
| 9. | 勝利のファンファーレ (Shōri no Fanfāre)                              | "Fanfare" ("Victory Fanfare")                                       | 0:25   |
| 10. | デブチョコボ登場 (Debu Chokobo Tōjō)                                 | "Enter Fat Chocobo"                                                 | 0:24   |
| 11. | チョコボ (Chokobo)                                                   | "Chocobo Chocobo" ("Chocobo")                                       | 0:30   |
| 12. | ダンジョン (Danjon)                                                  | "Into the Darkness" ("Dungeon")                                     | 1:21   |
| 13. | バトル2 (Batoru 2)                                                   | "Battle 2"                                                          | 1:13   |
| 14. | ボムの指輪 (Bomu no Yubiwa)                                          | "Bomb Ring"                                                         | 0:52   |
| 15. | 少女リディア (Shōjo Ridia)                                           | "Rydia" ("Little Girl Rydia")                                       | 1:01   |
| 16. | ダムシアン城 (Damushian jō)                                          | "Damcyan Castle"                                                    | 1:03   |
| 17. | 哀しみのテーマ (Kanashimi no Tēma)                                   | "Sorrow and Loss" ("Theme of Sorrow")                               | 1:01   |
| 18. | ギルバートのリュート (Girubāto no Ryūto)                             | "Edward's Harp" ("Gilbart's Lute")                                  | 0:54   |
| 19. | 試練の山 (Shiren no Yama)                                            | "Mt. Ordeals"                                                       | 1:18   |
| 20. | ファブール国 (Fabūru koku)                                           | "Fabul" ("Fabul Country")                                           | 1:35   |
| 21. | 脱出 (Dasshutsu)                                                     | "Run!" ("Escape")                                                   | 0:24   |
| 22. | 疑惑のテーマ (Giwaku no Tēma)                                        | "Suspicion" ("Theme of Suspicion")                                  | 0:37   |
| 23. | 黒い甲冑ゴルべーザ (Kuroi katchū Gorubēza)                           | "Golbez, Clad in Darkness" ("Black-armored Golbeza")                | 1:00   |
| 24. | 親方シド (Oyakata Shido)                                             | "Hey Cid!" ("Master Cid")                                           | 0:55   |
| 25. | ミシディア国 (Mishidia koku)                                         | "Mystic Mysidia" ("Misidia Country")                                | 1:19   |
| 26. | 長い道のり (Nagai Michinori)                                         | "A Long Way to Go"                                                  | 0:45   |
| 27. | パロム・ポロムのテーマ (Paromu, Poromu no Tēma)                      | "Palom and Porom" ("Palom and Porom's Theme")                       | 0:37   |
| 28. | ゴルべーザ四天王とのバトル (Gorubēza Shitennō to no Batoru)          | "Battle With the Four Fiends" ("Battle With Golbeza's Four Fiends") | 1:39   |
| 29. | 飛空挺 (Hikūtei)                                                     | "The Airship"                                                       | 0:55   |
| 30. | トロイア国 (Toroia koku)                                             | "Troian Beauty" ("Toroia Country")                                  | 1:23   |
| 31. | サンバ・デ・チョコボ (Sanba de Chokobo)                              | "Samba de Chocobo!"                                                 | 0:45   |
| 32. | バブイルの塔 (Babuiru no Tō)                                         | "Tower of Bab-il" ("Tower of Babil")                                | 1:31   |
| 33. | 一方その頃 (Ippō sono koro)                                          | "Somewhere in the World..." ("Meanwhile, At This Time...")          | 0:33   |
| 34. | ドワーフの大地 (Dowāfu no Daichi)                                    | "Land of Dwarves"                                                   | 1:04   |
| 35. | キング・ジォットの城 (Kingu Jotto no Shiro)                          | "Giott, King of the Dwarves" ("King Giott's Castle")                | 0:57   |
| 36. | 踊る人形カルコブリーナ (Odoru Ningyō Karukoburīna)                   | "Dancing Calbrena" ("Dancing Doll Calcobrena")                      | 0:32   |
| 37. | ゾットの塔 (Zotto no Tō)                                             | "Tower of Zot"                                                      | 1:05   |
| 38. | 幻獣の街 (Genjū no Machi)                                            | "The Land of Summons" ("Town of Mythical Beasts")                   | 1:14   |
| 39. | 魔導船 (Madōsen)                                                     | "Lunar Whale" ("Magic Ship")                                        | 1:08   |
| 40. | もう一つの月 (Mō Hitotsu no Tsuki)                                   | "Another Moon"                                                      | 1:06   |
| 41. | 月の民 (Tsuki no Tami)                                               | "The Lunarians" ("People of the Moon")                              | 1:16   |
| 42. | 巨人のダンジョン (Kyojin no Danjon)                                  | "Within the Giant" ("Giant's Dungeon")                              | 1:27   |
| 43. | 最後の闘い (Saigo no Tatakai)                                        | "The Final Battle"                                                  | 1:55   |
| 44. | エンディング・テーマ (Endingu Tēma)                                  | "Epilogue" ("Ending Theme")                                         | 11:37  |

## Final Fantasy IV Celtic Moon
Final Fantasy IV Celtic Moon là tuyển tập các bản nhạc từ trò chơi, được Máire Breatnach chuyển soạn và biểu diễn theo phong cách nhạc Celtic. Nó kéo dài 15 bản nhạc và có thời lượng 52:36. Nó được phát hành lần đầu tiên vào ngày 28 tháng 10 năm 1991, tại Nhật Bản, và sau đó được phát hành lại vào ngày 26 tháng 11 năm 1994 và vào ngày 1 tháng 10 năm 2004, bởi NTT Publishing. Bản phát hành ban đầu mang số danh mục N30D-006, bản phát hành lại đầu tiên mang số danh mục PSCN-5017 và bản phát hành lại gần đây nhất có số danh mục NTCP-5017.
Nhìn chung, sự đón nhận của Final Fantasy IV Celtic Moon cũng rất tích cực, mặc dù một số người đánh giá cảm thấy rằng một số bản nhạc có chất lượng kém hơn phần còn lại của album. Patrick Gann của RPGFan mô tả nó là "Tuyệt vời. Hoàn toàn ấn tượng." Và Matt Brady của Final Fantasy Symphony cũng đồng tình khi nói rằng "chất lượng âm nhạc của soundtrack này thật ấn tượng." Daniel Space của RPGFan lại nhận thấy chất lượng bị pha tạp và nói rằng "một số bản nhạc không phù hợp với cách remix mới", mặc dù những bản khác "rất vui sướng khi nghe." Ông cũng nhận thấy một số nhạc cụ hơi lạc điệu, điều mà ông không thích, mặc dù Matt Brady cảm thấy nó tạo cho các bản nhạc một "bản sắc".
| Danh sách bản nhạc |  |
| --- |  |
| 1. "The Prelude" – 3:01 2. "Prologue..." – 4:04 3. "Chocobo-Chocobo" – 3:09 4. "Into the Darkness" – 4:03 5. "Main Theme of Final Fantasy IV" – 4:41 6. "Welcome to Our Town" – 3:06 7. "Theme of Love" – 4:09 8. "Melody of Lute" – 2:58 9. "Parom and Polom" – 3:13 10. "Giotto, the Great King" – 3:14 11. "Dancing Calcobrena" – 3:11 12. "Mystic Mysidia" – 3:07 13. "Illusionary World" – 3:06 14. "Rydia" – 3:04 15. "Troian Beauty" – 3:33 |  |

## Piano Collections Final Fantasy IV
Piano Collections Final Fantasy IV là một tuyển tập các bản nhạc trong Final Fantasy IV do Uematsu Nobuo sáng tác, Satou Shiro chuyển soạn và Mori Toshiyuki chơi trên piano. Nó kéo dài 14 bản nhạc và có thời lượng 57:24. Nó được xuất bản lần đầu bởi NTT Publishing vào ngày 21 tháng 4 năm 1992, và sau đó được tái bản vào ngày 23 tháng 5 năm 2001. Bản phát hành ban đầu mang số danh mục N38D-010 và bản tái bản mang số danh mục NTCP-1001.
Đón nhận của giới phê bình dành cho Piano Collections Final Fantasy IV là rất tích cực, với những người đánh giá gọi album là "tuyệt diệu". Damian Thomas của RPGFan nói rằng album là "một viên ngọc quý thực sự" và nói rằng mặc dù không thích chuyển soạn piano, nhưng ông "thực sự đánh giá cao" album. Một số nhà phê bình cảm thấy rằng các bản nhạc trong album "quá đơn giản", nhất là là khi so với các tuyển tập piano của Final Fantasy V và Final Fantasy VI, nhưng nói rằng "sự đơn giản của nó tạo ra một cảm giác khác biệt, và nó vẫn rất tuyệt", và mặc dù thiếu độ phức tạp, "tất cả các bài hát...đều được thực hiện cực kỳ tinh tế."
| Danh sách bài nhạc |  |
| --- |  |
| 1. "The Prelude" – 3:37 2. "Theme of Love" – 3:58 3. "Prologue..." – 3:08 4. "Welcome to Our Town!" – 3:07 5. "Final Fantasy IV Main Theme" – 3:23 6. "Chocobo-Chocobo" – 2:52 7. "Into the Darkness" – 4:57 8. "Rydia" – 3:21 9. "Melody of Lute" – 3:39 10. "Golbez, Clad in the Dark" – 3:36 11. "Troian Beauty" – 3:25 12. "The Battle" – 6:49 13. "Epilogue" – 7:20 14. "Theme of Love (phiên bản phối khí)" – 4:06 |  |

## Final Fantasy IV Minimum Album
Final Fantasy IV Minimum Album là một Mini CD EP gồm 6 ca khúc được phát hành vào ngày 5 tháng 9 năm 1991 bởi NTT Publishing Co. Số danh mục là N09D-004 và nó có thời lượng là 20:25.
| Danh sách bản nhạc |  |
| --- |  |
| 1. "Prologue... (phiên bản chuyển soạn)" – 4:56 2. "Theme of Love (phiên bản chuyển soạn)" – 4:19 3. "The Origin (bản nhạc chưa phát hành)" – 2:01 4. "Restless Moments (bản nhạc chưa phát hành)" – 1:46 5. "The Sea of Silence (bản nhạc chưa phát hành)" – 2:24 6. "The Prelude ~ Crystal Mix" – 4:59 |  |

## Phiên bản kế thừa
Âm nhạc của Final Fantasy IV vẫn được yêu thích kể từ khi phát hành, đặc biệt là ở Nhật Bản. Bản nhạc "Theme of Love" thậm chí còn được dạy cho học sinh Nhật Bản như một phần của chương trình giảng dạy âm nhạc. Ngoài ra, The Black Mages đã chuyển soạn hai bản nhạc từ Final Fantasy IV. Đó là "Battle with the Four Fiends", một chuyển soạn của "The Dreadful Fight", và "Zeromus", một chuyển soạn của "The Final Battle", cả hai đều có trong album The Skies Above, xuất bản năm 2004. Một phiên bản trữ tình của "Theme of Love", do Ohki Risa hát, đã xuất hiện trong Final Fantasy: Pray, một album tổng hợp do Square sản xuất.  Ngoài ra, các phiên bản trữ tình của "Main Theme of FINAL FANTASY IV" và "Edward's Harp", do Ohki Risa và Noguchi Ikuko  hát, đã xuất hiện trong Final Fantasy: Love Will Grow.
Uematsu tiếp tục biểu diễn một số đoạn trong Dear Friends: Music của sê-ri hòa nhạc Final Fantasy. Âm nhạc của Final Fantasy IV cũng đã xuất hiện trong nhiều buổi hòa nhạc chính thức và album trực tiếp, chẳng hạn như 20020220 music from FINAL FANTASY, bản thu âm trực tiếp của một hòa nhạc biểu diễn trong sê-ri tích hợp một số bản nhạc của trò chơi. "Red Wings", "Theme of Love" và "Ending Theme", được chơi bởi Dàn nhạc Giao hưởng Tokyo trong Buổi hòa nhạc giao hưởng trò chơi điện tử đầu tiên của họ vào năm 1991 như một phần của chuyến lưu diễn năm buổi hòa nhạc, sau đó được phát hành dưới dạng một sê-ri album. Ngoài ra, "Theme of Love" còn được trình diễn bởi Dàn nhạc Giao hưởng Hoàng gia Stockholm cho chuyến lưu diễn hòa nhạc Distant Worlds - Music from Final Fantasy,  cũng như bởi Dàn nhạc Giao hưởng Nhật Bản mới trong sê-ri hòa nhạc Tour de Japon: Music from Final Fantasy. Các bản phát hành độc lập nhưng được cấp phép chính thức của âm nhạc Final Fantasy IV đã được sáng tác bởi các nhóm như Project Majestic Mix, tập trung vào việc chuyển soạn nhạc trò chơi điện tử. Một bản phát hành album nổi tiếng khác là Echoes of Betrayal, Light of Redemption, một album chỉ tải xuống không chính thức được phát hành bởi trang web remix OverClocked ReMix vào ngày 19 tháng 7 năm 2009 chứa 54 bản phối lại trên 4 "đĩa". Các tuyển tập cũng xuất hiện trên các album remix của Nhật Bản, được gọi là nhạc dojin và trên các trang web remix tiếng Anh.

## Liên kết ngoại
- Trang web chính thức của Nobuo Uematsu
- Trang web chính thức của Breatnach
- Cửa hàng âm nhạc chính thức của Square Enix